# Beter Onderwijs Nederland
Beter Onderwijs Nederland is een vereniging opgericht in 2006 die het Nederlandse onderwijs weer meer kwaliteit wil laten leveren. De vereniging stelt dat het Nederlandse onderwijs door de opeenvolgende onderwijsvernieuwingen en -experimenten een steeds zwakkere uitstroom levert.
De vereniging noemt als kernpunten:
- het vak moet teruggegeven worden aan de docent
- goed onderwijs wordt gegeven door hoogopgeleide docenten
- de bestedingen in het onderwijs dienen vooral te gaan naar het onderwijzen zelf, en het management moet in dienst staan van dat primaire proces
- de wijze waarop onderwijs moet worden gegeven is primair een zaak van de docenten zelf

Het initiatief tot oprichting van de vereniging werd genomen door Ad Verbrugge (1967), hoofddocent sociale en culturele filosofie aan de Vrije Universiteit Amsterdam, en Marijke Verbrugge-Breeuwsma, classica.

Gelijkaardige initiatieven in Vlaanderen zijn: O-ZON (Onderwijs Zonder ontscholing), en Beter Onderwijs Vlaanderen